# Potter (Kansas)
Potter es un área no incorporada en el Condado de Atchison, Kansas, Estados Unidos. Potter está ubicado en K-74 9.5 millas (15 kilómetros) al sur de Atchison. Potter tiene una oficina de correos con un Código ZIP 66077.